# اتفاق إسكيبولاس للسلام
تُعرف اتفاقية إسكيبولاس للسلام أيضاً باسم اتفاقية سلام أمريكا الوسطى وهي مبادرة سلام حدثت في منتصف الثمانينات لتسوية الصراعات العسكرية التي تورطت فيها أمريكا الوسطى لسنوات عديدة وفي بعض الحالات لعقود (ولا سيما دولة غواتيمالا). وهي مبنية على أساس وضعته مجموعة كونتادورا من عام 1983 إلى عام 1985. وقد سُميَ الاتفاق باسم إسكيبولاس غواتيمالا، نسبة للمكان الذي عُقدت فيه الاجتماعات الأولية للإتفاقية. كما ساعدت جهود الضغط في الكونغرس الأمريكي خصوصاً من اتجاه أحد كبار جماعات الضغط في العاصمة وهو وليام سي تشيسي في نجاح عقد الاتفاقية.
عُقد اجتماع قمة «إسكيبولاس» في مايو 1986 وحضره الرؤساء الخمسة لأمريكا الوسطى. وفي 15فبراير 1987 قدم الرئيس الكوستاريكي أوسكار آرياس خطة سلام انطلقت من هذا الاجتماع.
خلال عامي 1986 و1987 بدأت «عمليات إنشاء اسكويبولاس» في أمريكا الوسطى واتفق رؤساء الدول على التعاون الاقتصادي في إطار حل النزاعات سلمياً. نتج «وفاق إسكيبولاس الثاني» من هذا الاجتماع ووُقِعَت الاتفاقية في مدينة غواتيمالا في السابع من أغسطس عام 1987 عن طريق كلاً من الرئيس سيريزو رئيس دولة غواتيمالا والرئيس خوسيه نابوليون دوارتي رئيس دولة السلفادور والرئيس دانيال أورتيغا رئيس دولة نيكاراغوا والرئيس خوسيه أويو رئيس دولة هندوراس؛ والرئيس أوسكار آرياس سانشيز رئيس دولة كوستاريكا.
وشَملت اتفاقية اسكويبولاس الثانية عدداً من التدابير التي تهدف إلى تعزيز المصالحة الوطنية وإنهاء الأعمال العدائية وتعزيز الديمقراطية وإقامة انتخابات حرة وإنهاء جميع المساعدات التي تُقدم إلى القوات غير النظامية؛ وشملت أيضاً المفاوضات بشأن الرقابة على الأسلحة ومساعدة اللاجئين. كما وضعت الأساس لإجراءات التحقق الدولية مع جدول زمني للتنفيذ.

## مشاركة نيكاراغوا
رفضت حكومة الولايات المتحدة الاعتراف بشرعية النظام السانديني لتمثيل نيكاراغوا في اسكويبولاس؛ على أساس أن الساندينيين قد استولوا على السلطة في انقلاب عام 1979 ضد الدكتاتور أناستاسيو سوموزا ديبايل، مؤسسين مجلس إعادة الإعمار الوطني. على الرغم من أنه في عام 1984عقد النظام السانديني انتخابات حرة ونزيهة< حيث فاز بأغلبية الأصوات، بينما قاطعت أحزاب المعارضة الرئيسية هذه الانتخابات تحت الضغط الأمريكي وكانت الولايات المتحدة قادرة على الأدعاء بأن الفوز كان غير شرعي. ومع ذلك أحدثت نتائج محكمة العدل الدولية في يونيو 1986 بخصوص قضية نيكاراغوا ضد الولايات المتحدة تحول كبير في السياق الإقليمي، والتي أقنعت في نهاية المطاف قادة أمريكا الوسطى الآخرين لقبول نيكاراغوا كشريك متساوى في الاتفاقية، وفجأة أصبحت نيكاراغوا التي كانت تُعامل بعدم الترحيب في أكثر من مناسبة؛ تسيرعلى خطوات قانونية رفيعة المستوى. وقد أدى الكشف عن قضية إيران–كونترا في نوفمبر 1986 إلى زيادة إضعاف تأثير الولايات المتحدة على العملية.

## ما بعد اسكوبيولاس
في السنوات اللاحقة للاتفاقية وضعت اسكويبولاس اتفاق أوسلو (وينبغي عدم الخلط  بينها وبين اتفاقية أوسلو عام 1993 بين الحكومة الإسرائيلية ومنظمة التحرير الفلسطينية). وكان اتفاق أوسلو اتفاقاً أولياً بين لجنة المصالحة الوطنية الغواتيمالية والاتحاد الثوري الوطني الغواتيمالي، أنهى أكثر من ثلاثة عقود من الصراع في غواتيمالا. كما ألهم التوقيع على اتفاق سلام عام في السلفادور واتفاقات تشابولتيبيك للسلام وغيرها.
وأدت جهود أوسكار آرياس سانشيز في اتفاقية اسكويبولاس للسلام حصوله على جائزة نوبل للسلام عام 1987.